# Medische voeding
Medische voeding is een specifiek samengestelde voeding die gebruikt wordt als onderdeel van de behandeling van verschillende ziektebeelden. Denk hierbij aan kanker, allergieën of stofwisselingsziekten. Ook wordt medische voeding ingezet bij ziektegerelateerde ondervoeding of wanneer iemand een risico op ondervoeding heeft. Medische voeding is niet hetzelfde als een drankje met extra energie, maar is ook geen medicijn. 
Patiënten hebben extra voedingsstoffen nodig die zij via “normale” voeding vaak niet voldoende binnenkrijgen. Er zijn twee vormen van medische voeding: drink- en sondevoeding. Medische voeding wordt voorgeschreven door een arts of diëtist en wordt vaak vergoed door zorgverzekeraars.
In klinische studies is bewezen dat patiënten sneller herstellen als zij medische voeding als onderdeel van de totale medische behandeling krijgen. De samenstelling van medische voeding moet aan Europese wettelijke eisen voldoen en het moet onder toezicht van een arts worden gebruikt.